# Béryl Gastaldello
Béryl Émilie Paulette Gastaldello (Marsella, 16 de febrero de 1995) es una deportista francesa que compite en natación.
Ganó una medalla de bronce en el Campeonato Mundial de Natación de 2025 y seis medallas en el Campeonato Mundial de Natación en Piscina Corta entre los años 2021 y 2024.
Además, obtuvo dos medallas en el Campeonato Europeo de Natación, en los años 2018 y 2022, y diez medallas en el Campeonato Europeo de Natación en Piscina Corta, en los años 2019 y 2023.
Participó en tres Juegos Olímpicos de Verano, entre los años 2016 y 2024, ocupando el séptimo lugar en Río de Janeiro 2016, en la prueba de 4 × 100 m libre, y el octavo en París 2024, en los 100 m espalda.
Estudió el grado de Negocios en la Universidad de Texas A&M.

## Palmarés internacional
| Campeonato Mundial                  | Campeonato Mundial    | Campeonato Mundial | Campeonato Mundial     |
| Año                                 | Lugar                 | Medalla            | Prueba                 |
| ----------------------------------- | --------------------- | ------------------ | ---------------------- |
| 2025                                | Singapur (Singapur)   | Medalla de bronce  | 4 × 100 m libre mixto  |
| Campeonato Mundial en Piscina Corta |                       |                    |                        |
| Año                                 | Lugar                 | Medalla            | Prueba                 |
| 2021                                | Abu Dabi (EAU)        | Medalla de plata   | 100 m estilos          |
| 2022                                | Melbourne (Australia) | Medalla de oro     | 4 × 50 m libre mixto   |
| 2022                                | Melbourne (Australia) | Medalla de plata   | 100 m estilos          |
| 2024                                | Budapest (Hungría)    | Medalla de plata   | 100 m libre            |
| 2024                                | Budapest (Hungría)    | Medalla de plata   | 50 m mariposa          |
| 2024                                | Budapest (Hungría)    | Medalla de bronce  | 100 m estilos          |
| Campeonato Europeo                  |                       |                    |                        |
| Año                                 | Lugar                 | Medalla            | Prueba                 |
| 2018                                | Glasgow (Reino Unido) | Medalla de oro     | 4 × 100 m libre        |
| 2022                                | Roma (Italia)         | Medalla de plata   | 4 × 100 m estilos      |
| Campeonato Europeo en Piscina Corta |                       |                    |                        |
| Año                                 | Lugar                 | Medalla            | Prueba                 |
| 2019                                | Glasgow (Reino Unido) | Medalla de oro     | 4 × 50 m libre         |
| 2019                                | Glasgow (Reino Unido) | Medalla de plata   | 100 m libre            |
| 2019                                | Glasgow (Reino Unido) | Medalla de plata   | 50 m espalda           |
| 2019                                | Glasgow (Reino Unido) | Medalla de plata   | 50 m mariposa          |
| 2019                                | Glasgow (Reino Unido) | Medalla de bronce  | 4 × 50 m libre mixto   |
| 2023                                | Otopeni (Rumania)     | Medalla de oro     | 100 m libre            |
| 2023                                | Otopeni (Rumania)     | Medalla de plata   | 50 m libre             |
| 2023                                | Otopeni (Rumania)     | Medalla de plata   | 100 m estilos          |
| 2023                                | Otopeni (Rumania)     | Medalla de plata   | 4 × 50 m estilos mixto |
| 2023                                | Otopeni (Rumania)     | Medalla de bronce  | 4 × 50 m libre mixto   |